# تسوتویا
تسوتویا (به صربی: Cvetulja) یک منطقهٔ مسکونی در صربستان است که در کروپانگ واقع شده‌است.